# Amparo Alabau Torres
Amparo Alabau Torres (Alaquàs, 1949 - 1 de gener de 2016), fou una mestra i activadora cultural valenciana.
Va treballar de docent a Alaquàs, essent la directora del col·legi Mare de Déu de l'Olivar d'Alaquàs des de 1989 fins a 2012. Des dels anys 1980 va incorporar el teatre a l'escola, i va fer de formadora del professorat en pedagogia del teatre al Centre d'Estudis de Professorat de Torrent. Va promoure la creació de l’Escola de Teatre Joan Alabau d'Alaquàs. L'any 2002 va convertir-se en la primera Jutgessa de Pau d'Alaquàs, i l'any 2016 va rebre el Premi Castell d’Alaquàs de l'Ajuntament d’Alaquàs a títol pòstum.
L'any 2022 el nom d'Amparo Alabau va donar nom al CEIP Amparo Alabau, en compliment de la llei de Memòria Democràtica i per a la Convivència de la Comunitat Valenciana que obligava a retirar la denominació del que fou ministre d'Aviació franquista Eduardo González Gallarza.